# Angelo Flammia
Angelo Flammia (Grottaminarda, 6 aprile 1941) è un politico italiano.

## Biografia
Figlio di contadini di Grottaminarda, da ragazzo aiutò la famiglia lavorando come pastore di ovini e come contadino. Diplomatosi al liceo classico di Ariano Irpino, si laureò poi in lettere con 110 e lode, diventando insegnante.
Fin da giovane aderì al Partito Comunista Italiano. Dal 1975 al 1980 fu consigliere regionale della Campania. Ricoprì il ruolo di segretario della federazione provinciale del PCI di Avellino, svolgendo anche la carica di consigliere comunale e poi di sindaco di Grottaminarda (dal 1988 al 1990). 
Dopo la svolta della Bolognina aderì al Partito Democratico della Sinistra e alle elezioni politiche del 1994 fu il candidato dei Progressisti nel collegio senatoriale di Ariano Irpino, non risultando eletto con il 32,9% dei voti.
Alle elezioni politiche del 2001, in quota Democratici di Sinistra, venne nuovamente candidato da L'Ulivo nel medesimo collegio uninominale di Ariano Irpino per il Senato: ottenne il 39,1% dei voti, risultando eletto. A Palazzo Madama fece parte della Commissione Agricoltura per tutta la XIV legislatura, fino alla primavera 2006, quando non ripresentò la propria candidatura.
Ritiratosi dall'impegno politico diretto, successivamente alle elezioni politiche del 2018 dichiarò di aver votato per Liberi e Uguali. 
Sposato, ha avuto tre figli, Sandro, Giulia e Gregory.